# Rick Astley
Rick Astley, właśc. Richard Paul Astley (wym. /rɪk ˈastli/; ur. 6 lutego 1966 w Newton-le-Willows) – brytyjski piosenkarz popowy, autor tekstów i muzyk.
Powszechnie znany z przeboju „Never Gonna Give You Up”, nagrał także m.in. piosenki: „Whenever You Need Somebody”, „Together Forever”, „She Wants to Dance with Me”, „My Arms Keep Missing You”, „It Would Take a Strong Strong Man”, „Take Me to Your Heart”, „Hold Me in Your Arms” i „Cry for Help”. Największe sukcesy odnosił w USA i Wielkiej Brytanii.

## Życiorys
W okresie szkolnym występował jako perkusista w zespole Give Away. W latach 1983–1985 występował w brytyjskiej grupie FBI, najpierw jako perkusista, a później jako wokalista. Z formacją koncertował po klubach w Liverpoolu i Manchesterze. W końcu zwrócił uwagę producenta nagrań i łowcy talentów Petera Watermana. W 1985 zaczął karierę solową, a w osiągnięciu sukcesu pomagali mu producenci: Mike Stock, Matt Aitken i Peter Waterman, którzy komponowali i produkowali mu płyty od 1987. Stał się popularny, a jego piosenki, utrzymane w klimacie dance-pop, znalazły wielu wielbicieli.
W 1987 wydał singiel „Never Gonna Give You Up”, którym promował album pt. Whenever You Need Somebody (1987). Piosenka cieszyła się sporą popularnością w Stanach Zjednoczonych oraz Wielkiej Brytanii, podbijając tamtejsze listy przebojów, a w 1988 zapewniła autorom Brit Awards za najlepszy singiel. Piosenka jest używana do dowcipu internetowego zwanego Rickroll.
W grudniu 1987 nagrał cover klasycznego utworu Nat King Cole’a „When I Fall in Love”. W 1988 wydał album pt. Hold Me in Your Arms. Ciągle kojarzony z Stockiem, Aitkenem i Watermanem, a także zmęczony ich działaniami, w 1989 zakończył z nimi współpracę. Powrócił na rynek w 1991 albumem pt. Free, który promował singlem „Cry for Help”.
W 2008 na gali MTV Europe Music Awards odebrał nagrodę w kategorii najlepszy wykonawca wszech czasów. W czerwcu 2023 wystąpił na festiwalu Glastonbury.

### Życie prywatne
W 2003 ożenił się z Lene Bausager, z którą ma córkę Emilie (ur. 1992).

## Dyskografia
| Whenever You Need Somebody              | - Data: 16 listopada 1987 - Wydawca: RCA Records     | 10  | 2  | –  | 14 | 3  | 1  | - CAN: 4x platynowa płyta - USA: 2x platynowa płyta |
| Hold Me in Your Arms                    | - Data: 26 listopada 1988 - Wydawca: RCA Records     | 19  | 42 | –  | 19 | 28 | 8  | - CAN: 2x platynowa płyta - USA: złota płyta        |
| Free                                    | - Data: 12 marca 1991 - Wydawca: RCA Records         | 31  | 23 | –  | 20 | –  | 9  |                                                     |
| Body & Soul                             | - Data: 28 września 1993 - Wydawca: RCA Records      | 185 | –  | –  | –  | –  | –  |                                                     |
| Keep It Turned On                       | - Data: 3 grudnia 2001 - Wydawca: Cruz Music/Polydor | –   | –  | 56 | –  | –  | –  |                                                     |
| Portrait                                | - Data: 17 października 2005 - Wydawca: RCA Records  | –   | –  | –  | –  | –  | 26 |                                                     |
| 50                                      | - Data: 10 czerwca 2016 - Wydawca: BMG               | –   | 65 | 42 | –  | –  | 1  |                                                     |
| „–” oznacza, że album nie był notowany. |                                                      |     |    |    |    |    |    |                                                     |